# Стів Г'юїтт
Стів Джеймс Г'юїтт (англ. Steven James "Steve" Hewitt; нар. 22 березня 1971, Норвіч, Велика Британія) — англійський музикант, співак, автор пісень та продюсер.

## Біографія
Стів Г'юїтт народився 22 березня 1971 року в містечку Нортвіч, недалеко від Манчестера, Англія. Навчався у Вівергемській середній школі.
Г'юїтт став барабанщиком тільки тому, що одного разу один з шкільних друзів попросив його про це. Його дебют відбувся на шкільних зборах, грали «Альбатрос» Fleetwood Mac. Тоді у нього навіть не було елементарних пристосувань. У сімнадцять він відбувся як музикант-самоучка і вже навчав інших, працюючи в музичному магазині Дуги. Оскільки старший брат Стіва був любителем року, Стів слухав AC/DC, Black Sabbath і Dio. Пізніше він зацікавився інді-музикою: The Smiths, The Wonderstuff — паралельно з Pink Floyd.
Норідж також був рідним містом Тіма Берджесса з The Charlatans. Деякий час Стів грав разом з Тімом Берджесс у групі Electric Crayons. Паралельно він грав і в групі The Mystic Deckchairs. Тоді Хьюїтту було шістнадцять, і всі називали його «Тран» (в перекладі з сленгу, tranny — транссексуал), тому що він дуже рідко мив волосся, і вони звисали отакими бурульками. Підлітковий психологічний криза призвела до того, що Тран навіть хотів повіситися на яблуні за допомогою садового шланга. На щастя, його друзі прийшли вчасно.
Одного разу сімнадцятирічний Стів побачив оголошення про те, що якась група шукає барабанщика для участі в турне по Німеччині. Пораскінув мізками, Стів приєднався до Breed, зіграв з ними в Німеччині, а потім покинув групу, ставши тимчасовим членом The Boo Radleys.
Після запису альбому він виступав з останніми ще протягом наступних вісімнадцяти місяців, зовсім забувши про Breed. Одночасно Стів грав з танцювальним колективом K-Klass, відомим п'ятьма піснями, які потрапили в топ-40 1991—1994 років, а також в Лондоні писав музику для реклами автомобілів. Він пристрастився до наркотиків, був змушений протягом півтора років жити на складі, харчуючись в основному тільки сиром з гірчицею. Результат такої «дієти» — вага в 53 кг при зрості в 175 см. Зрозуміло, що тоді гроші були для нього головним фактором. І саме через них почалися проблеми з Breed. Вони їздили в турне разом з Ніком Кейв для розкрутки його нового альбому «Let Love In» (саме тоді Стів подружився з барабанщиком The Bad Seeds Томасом Уайлдером), після чого виявили, що так і не стали відомими. І це-то після шести років існування групи, два з яких були проведені в роз'їздах з Кейв. Результат — Breed розпалися. Вагітна дівчина і відсутність будь-якої музичної роботи в доступному для огляду майбутньому змусили Стіва працювати водієм вантажопідйомника. Але для себе він вирішив, що неодмінно повинен повернутися в музику, адже без цього він не зможе нормально жити.